# James Isaac
James Isaac, detto Jim (San Francisco, 5 giugno 1960 – Sausalito, 6 maggio 2012), è stato un regista ed effettista statunitense.

## Biografia
La carriera di James Isaac è iniziata nel mondo del cinema come tecnico delle creature de Il ritorno dello Jedi. Ha spesso collaborato con Chris Walas per gli effetti speciali, coinvolgendolo direttamente nella sua squadra nei film Gremlins, Il mio nemico e La mosca. Con quest'ultimo, Isaac ha iniziato una lunga collaborazione con David Cronenberg, che vede fra gli altri Il pasto nudo (Naked Lunch) ed eXistenZ.
Lavora poi per Sean S. Cunningham per i film La casa di Helen (House II) e Creatura degli abissi.
Nel 2000 viene assunto da Sean S. Cunningham per dirigere il decimo capitolo del franchise Venerdì 13, Jason X.
Ha poi diretto Skinwalkers - La notte della luna rossa, un film d'azione basato su lupi mannari, e il thriller Pig Hunt.
Morì di leucemia il 6 maggio 2012, a soli 51 anni.

## Filmografia

### Effetti speciali
- Il ritorno dello Jedi (The Return of the Jedi), regia di Richard Marquand (1983)
- Gremlins, regia di Joe Dante (1984)
- Il mio nemico (Enemy Mine), regia di Wolfgang Petersen (1985)
- La mosca (The Fly), regia di David Cronenberg (1986)
- La casa di Helen (House II: The Second Story), regia di Ethan Wiley (1987)
- Il bacio del terrore (The Kiss), regia di Pen Densham (1988)
- Creatura degli abissi (DeepStar Six), regia di Sean S. Cunningham (1989)
- Aracnofobia (Arachnophobia), regia di Frank Marshall (1990)
- Il pasto nudo (Naked Lunch), regia di David Cronenberg (1991)
- eXistenZ, regia David Cronenberg (1999)

### Regista
- La casa 7 (The Horror Show) (1989)
- Jason X (2001)
- Skinwalkers - La notte della luna rossa (Skinwalkers) (2006)
- Pig Hunt (2008)